# Luca Masso
Pour les articles homonymes, voir Masso.
Luca Masso est un joueur argentin de hockey sur gazon né le 17 juillet 1994 à Bruxelles. Il a remporté avec l'équipe d'Argentine la médaille d'or du tournoi masculin aux Jeux olympiques d'été de 2016 à Rio de Janeiro.

## Biographie
Luca Masso est le fils du joueur de tennis belgo-argentin Eduardo Masso et de Sabrina Merckx, fille du cycliste belge Eddy Merckx. Luca Masso a la double nationalité belge et argentine.